# Festival Huế

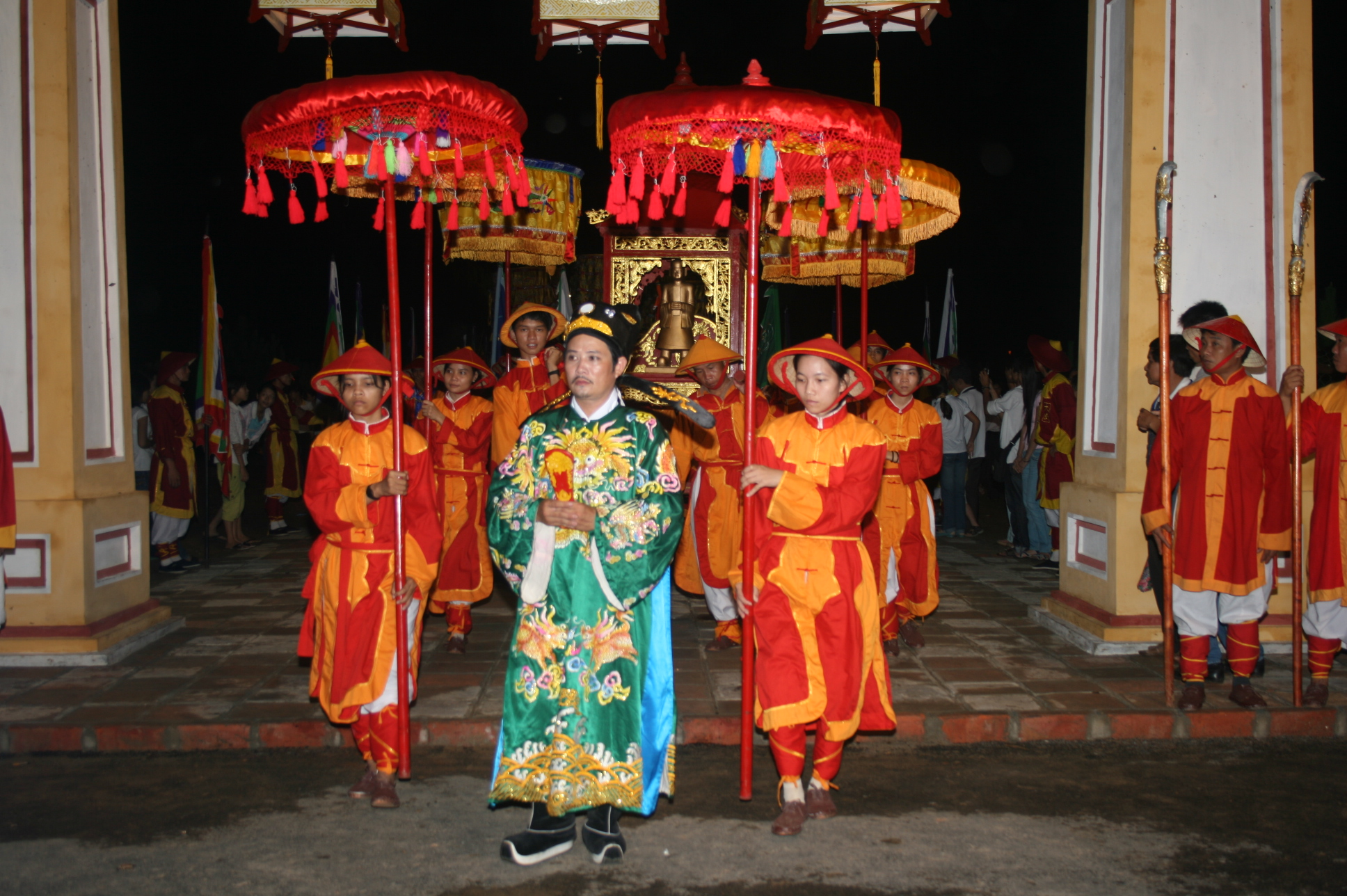
Cảnh rước vua về Trai Cung tại lễ tế Nam Giao Huế, một trong những chương trình của Festival Huế 2008

Festival Huế được tổ chức 2 năm một lần, là một sự kiện văn hóa lớn được tổ chức tại Huế vào các năm chẵn nhằm mục đích tưởng nhớ về những giá trị truyền thống tại cố đô Huế. Tham gia lễ hội này, du khách sẽ được thưởng thức những màn biểu diễn nghệ thuật đường phố, ngâm thơ, các buổi trưng bày đầy màu sắc, hòa nhạc, chơi trống và xem các bộ phim lịch sử.

## Lịch sử
Festival Huế đầu tiên có tên là Festival Việt-Pháp được tổ chức năm 1992. Cho đến năm 2000 thì đổi tên là Festival Huế.

## Quy mô

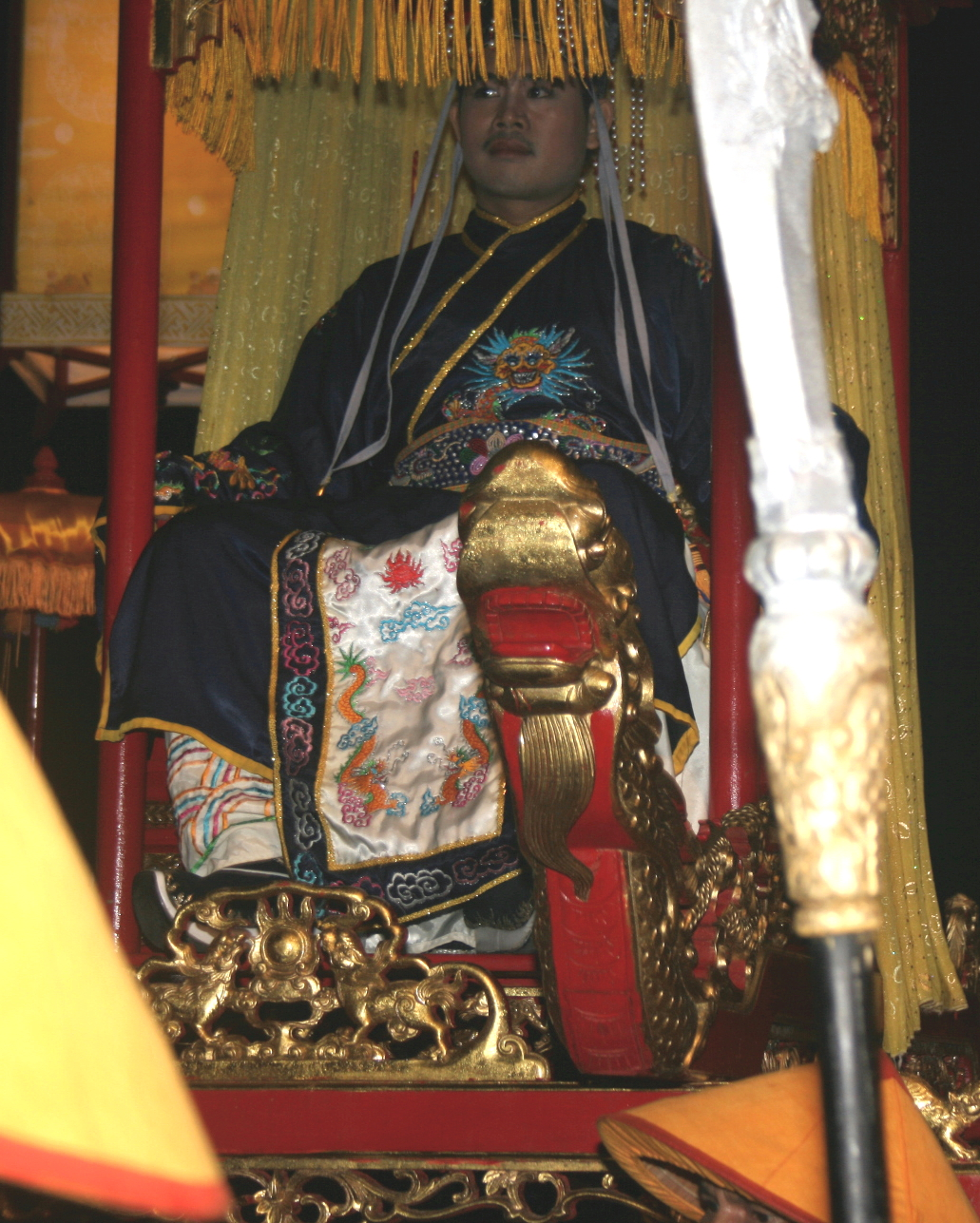
Nhân vật vua triều Nguyễn tại lễ tế đàn Nam Giao được phục dựng trong Festival Huế 2008

Là một trong những lễ hội lớn, Festival Huế với nhiều chương trình lễ hội cộng đồng được tái dựng với một không gian rộng lớn cả trong và ngoài thành phố, góp phần làm sống lại các giá trị văn hóa của Huế.
Nhiều chương trình như: Đêm Hoàng cung, lễ tế Nam Giao, lễ Truyền lô và Vinh qui bái tổ, lễ hội áo dài, lễ hội biển, thả diều, thả thơ, diễn thơ, chợ quê ngày hội, cờ người, đua trải...
Thành phố Huế còn phục dựng những lễ hội khác như: Tái hiện lễ hội Nguyễn Huệ lên ngôi Hoàng đế lấy niên hiệu Quang Trung, tổ chức lễ hội thi Tiến sĩ võ, khai thác không gian văn hóa tại khu Hổ Quyền - Voi Ré... Từ những lễ hội này, có nhiều ngành nghề thủ công truyền thống đang dần hồi phục, tạo được dấu ấn riêng khá rõ và góp phần làm giàu thêm cho vùng đất Cố Đô.
Festival Huế 2006 có 22 đoàn nghệ thuật Việt Nam (với 1171 diễn viên) và 22 đoàn, còn nhóm nghệ thuật quốc tế (269 diễn viên, nghệ sĩ nước ngoài), biểu diễn 138 suất diễn tại hơn 40 điểm diễn cùng với hơn 40 hoạt động trình diễn nghệ thuật, hội thi, hội chợ, triển lãm, hội thảo khoa học cùng các hoạt động hưởng ứng khác đã thu hút 1 triệu 500 nghìn khách tại Việt Nam và 150 nghìn khách quốc tế đến từ 50 quốc gia.
Chương trình biểu diễn nghệ thuật mang đậm sắc thái văn hóa của 5 châu lục đến từ nhiều quốc gia và vùng lãnh thổ trên thế giới: Pháp, Trung Quốc, Anh, Ý, Tây Ban Nha, Hoa Kỳ, Hàn Quốc, Brasil... cùng sự tham gia của các thành phố, tỉnh, vùng kết nghĩa với Thừa Thiên Huế như Québec, Quang Châu, Hawaii, Nord Pas de Calais, Poitou Charentes, Chiết Giang...

## Một vài hình ảnh Festival Huế 2008

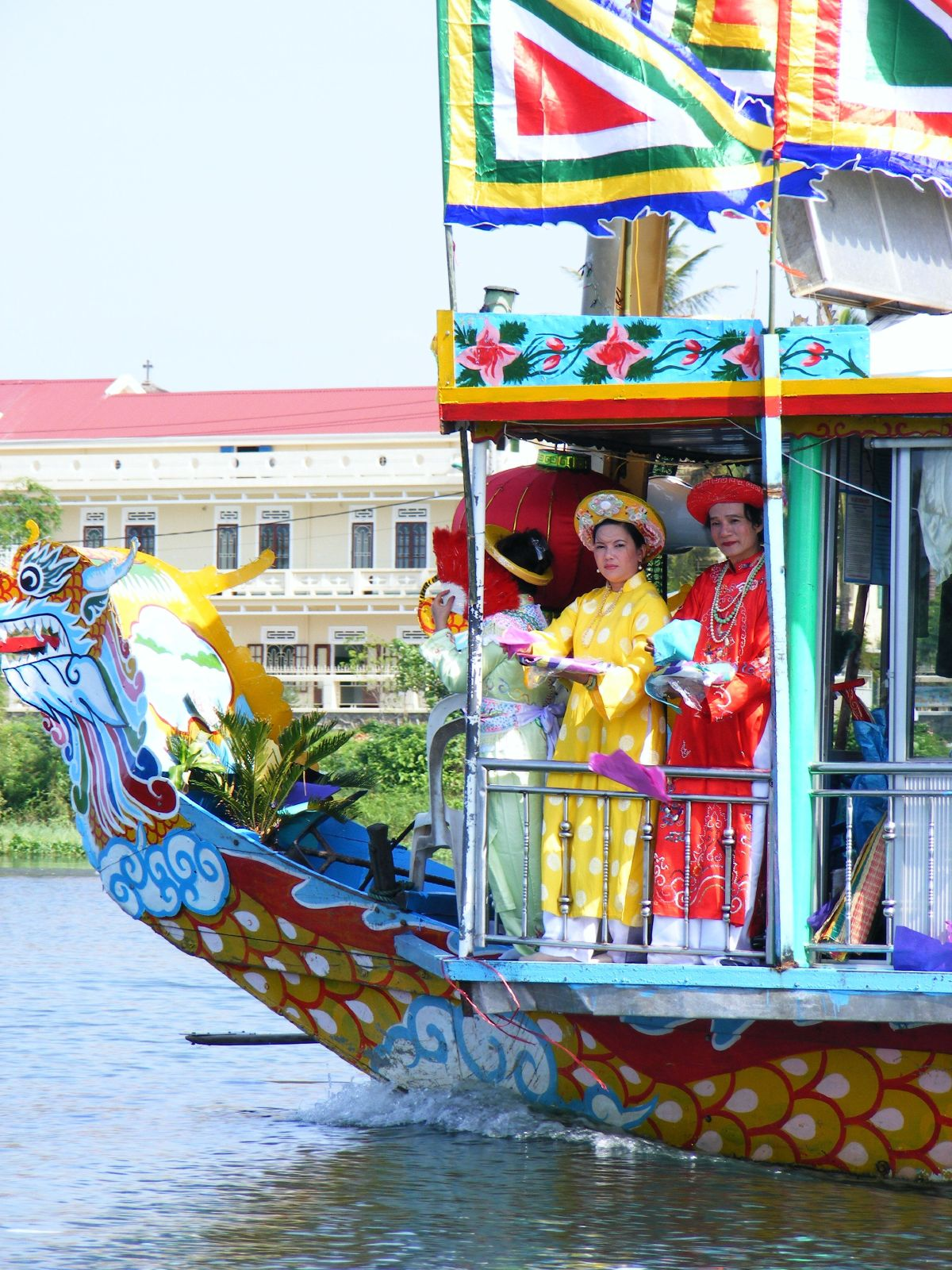
Chiếc thuyền tại Festival Huế
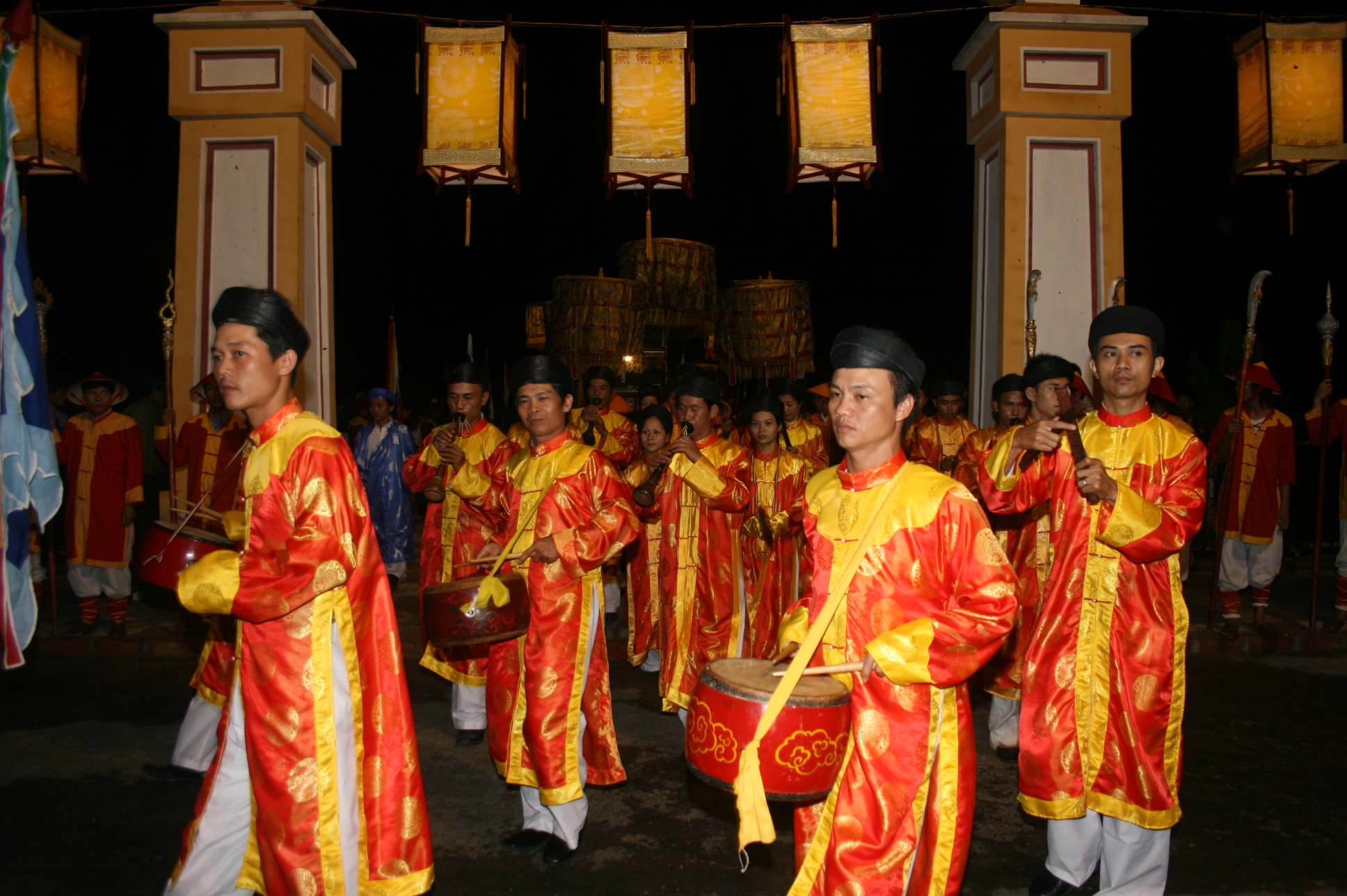
Đội nhạc cung đình Huế
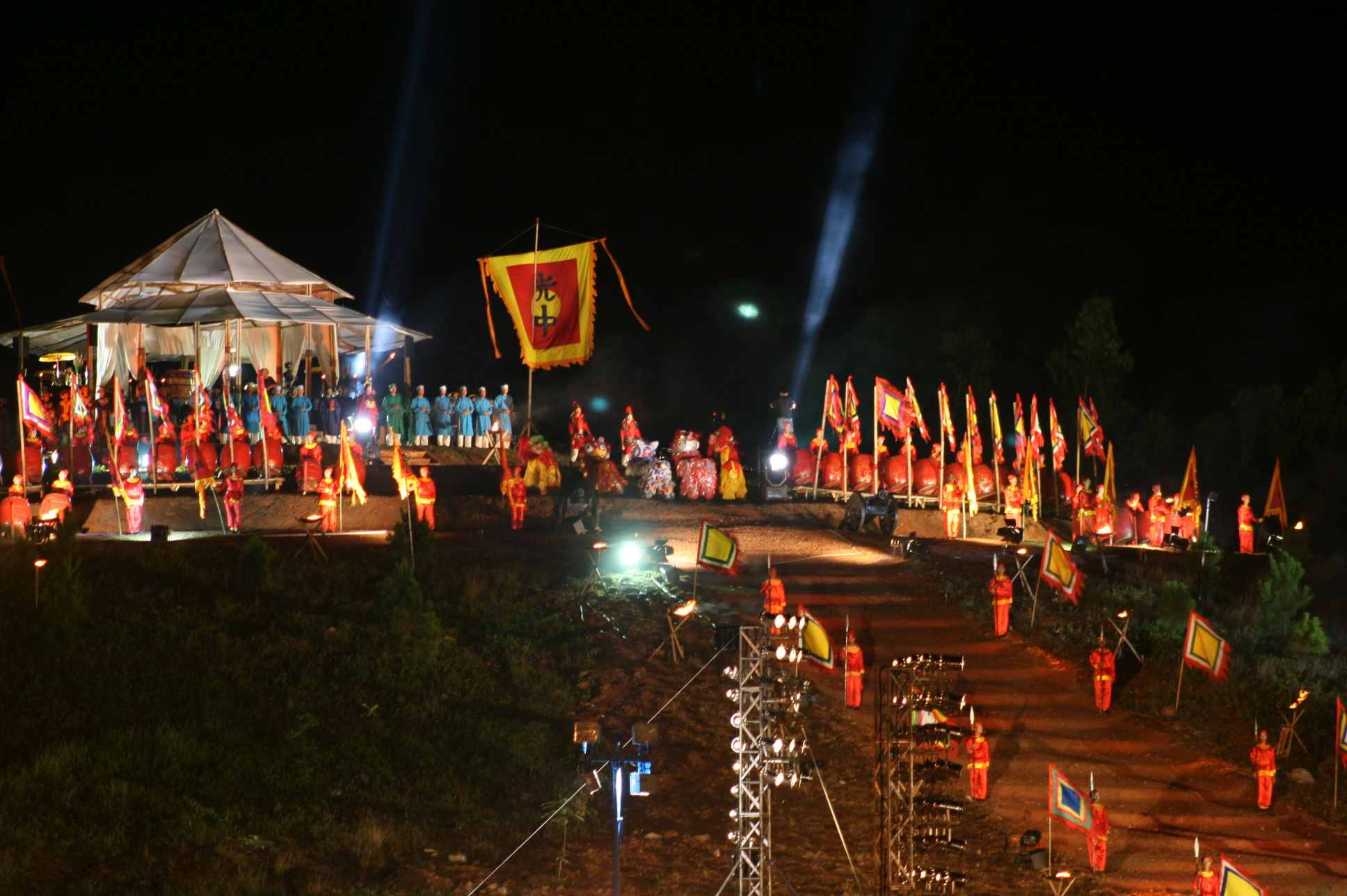
Tái tạo hình ảnh vua Nguyễn Huệ lên ngôi tại Núi Bân
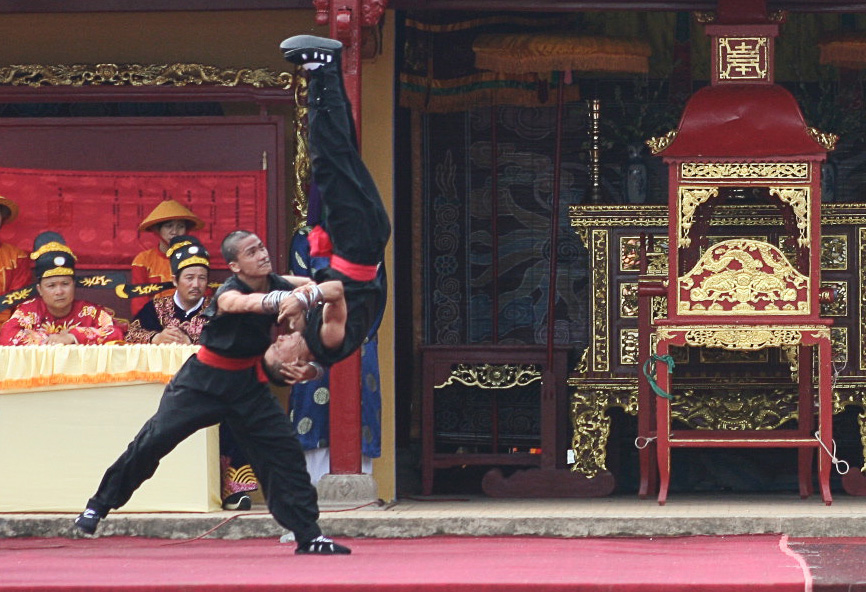
Thi Tiến sĩ võ
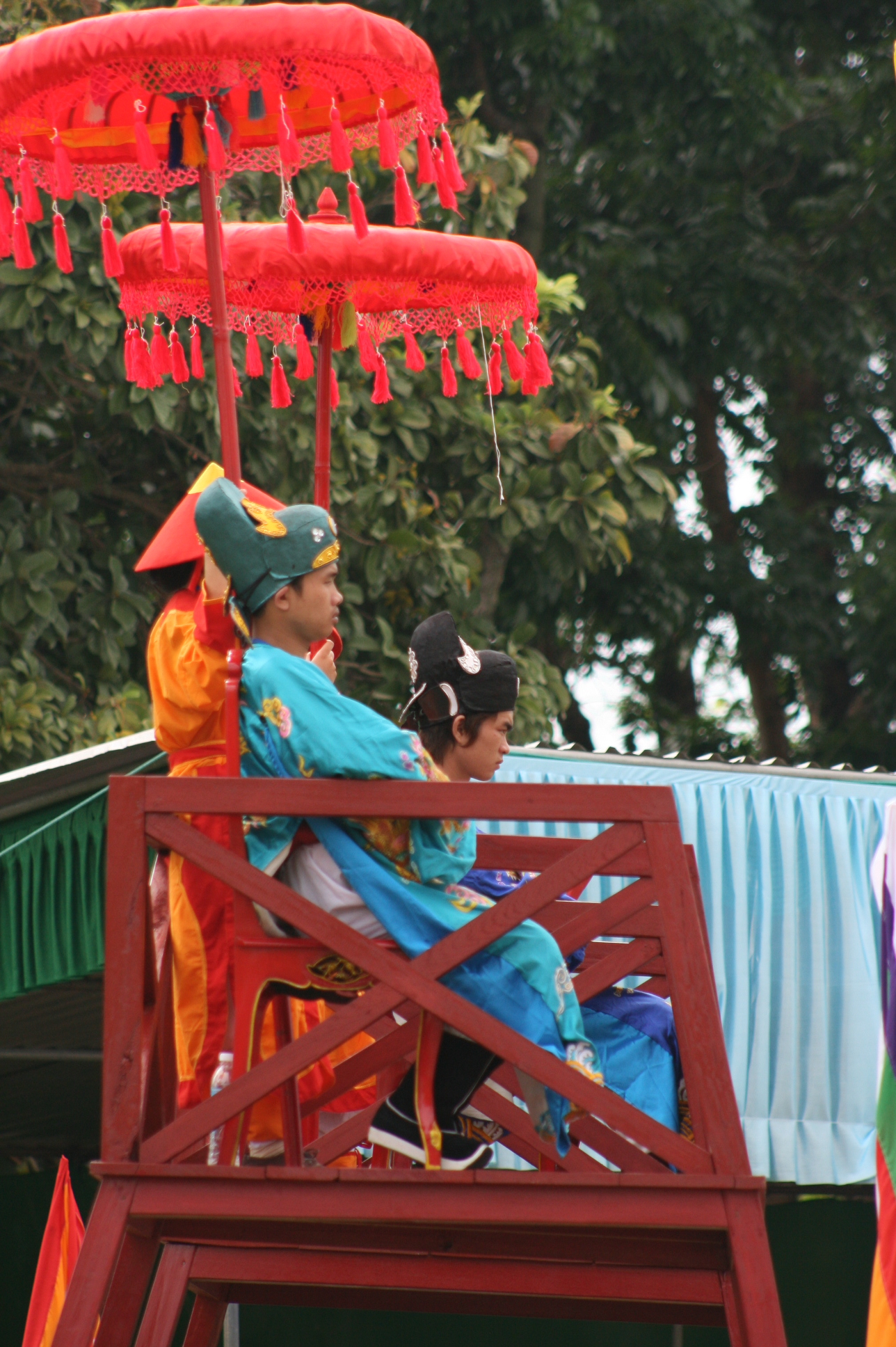
Quan giám khảo - Hội thi "Tiến sĩ võ"
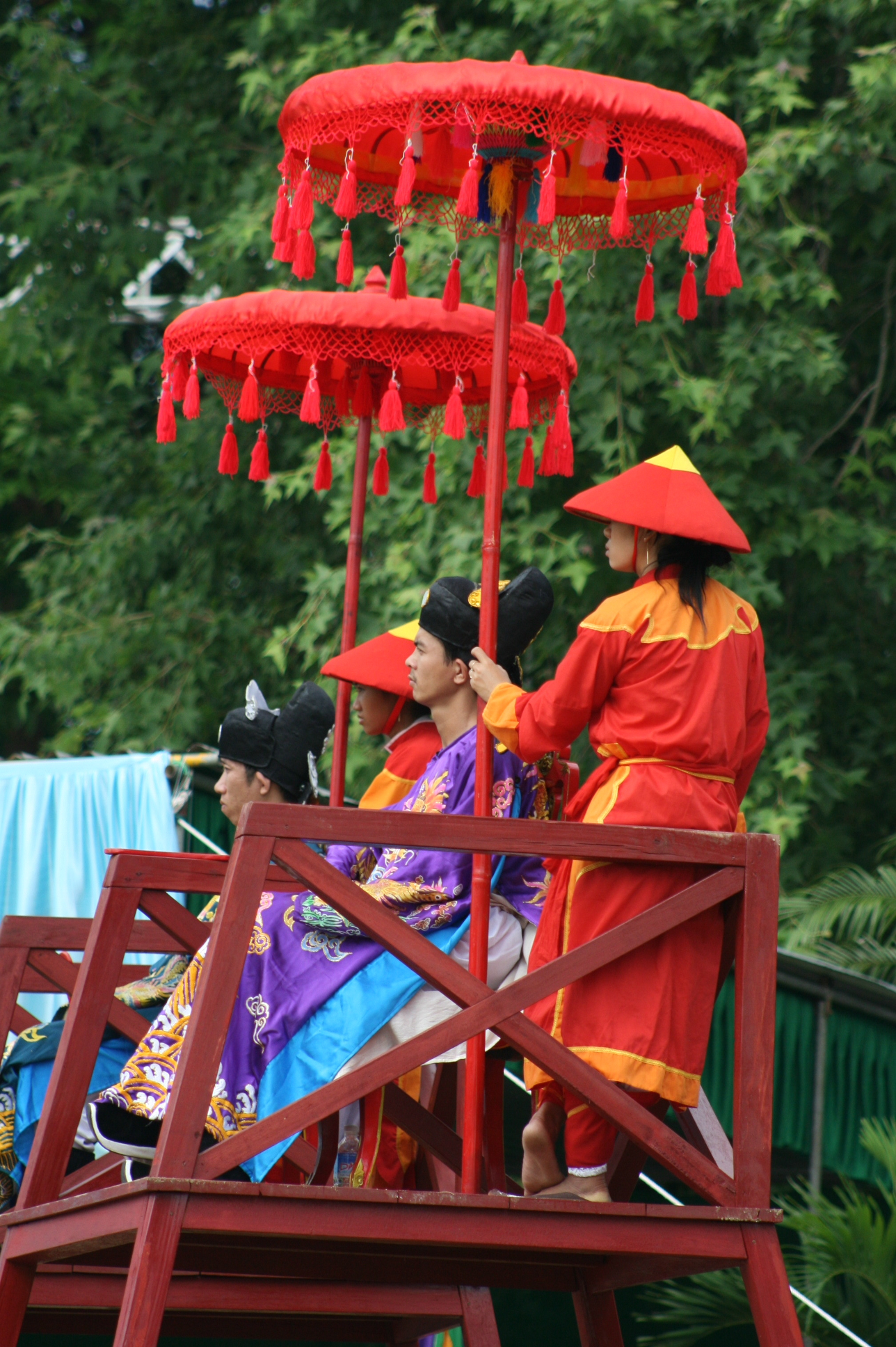
Quan giám khảo - Hội thi "Tiến sĩ võ"
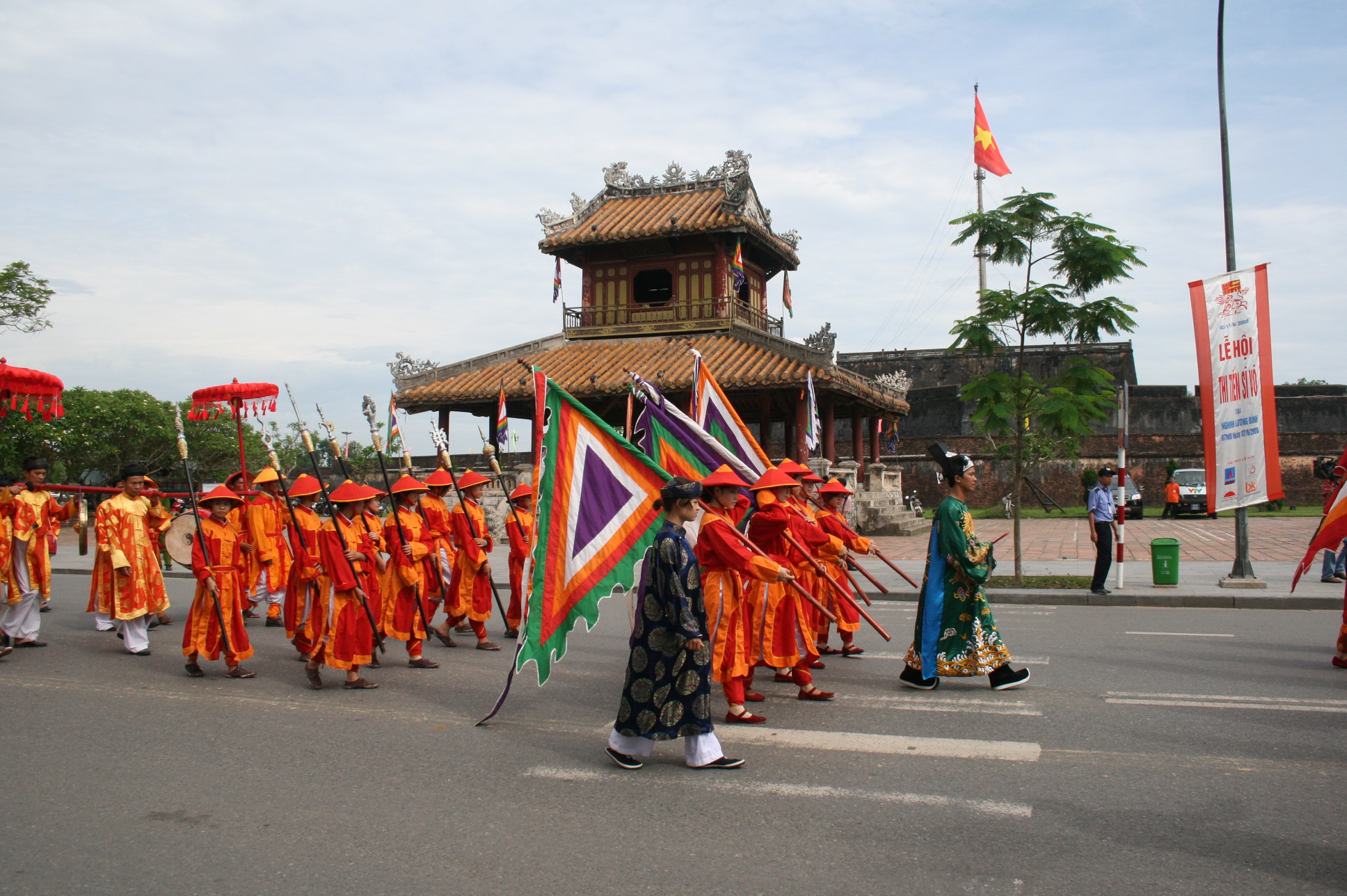
Tân Tiến sĩ võ
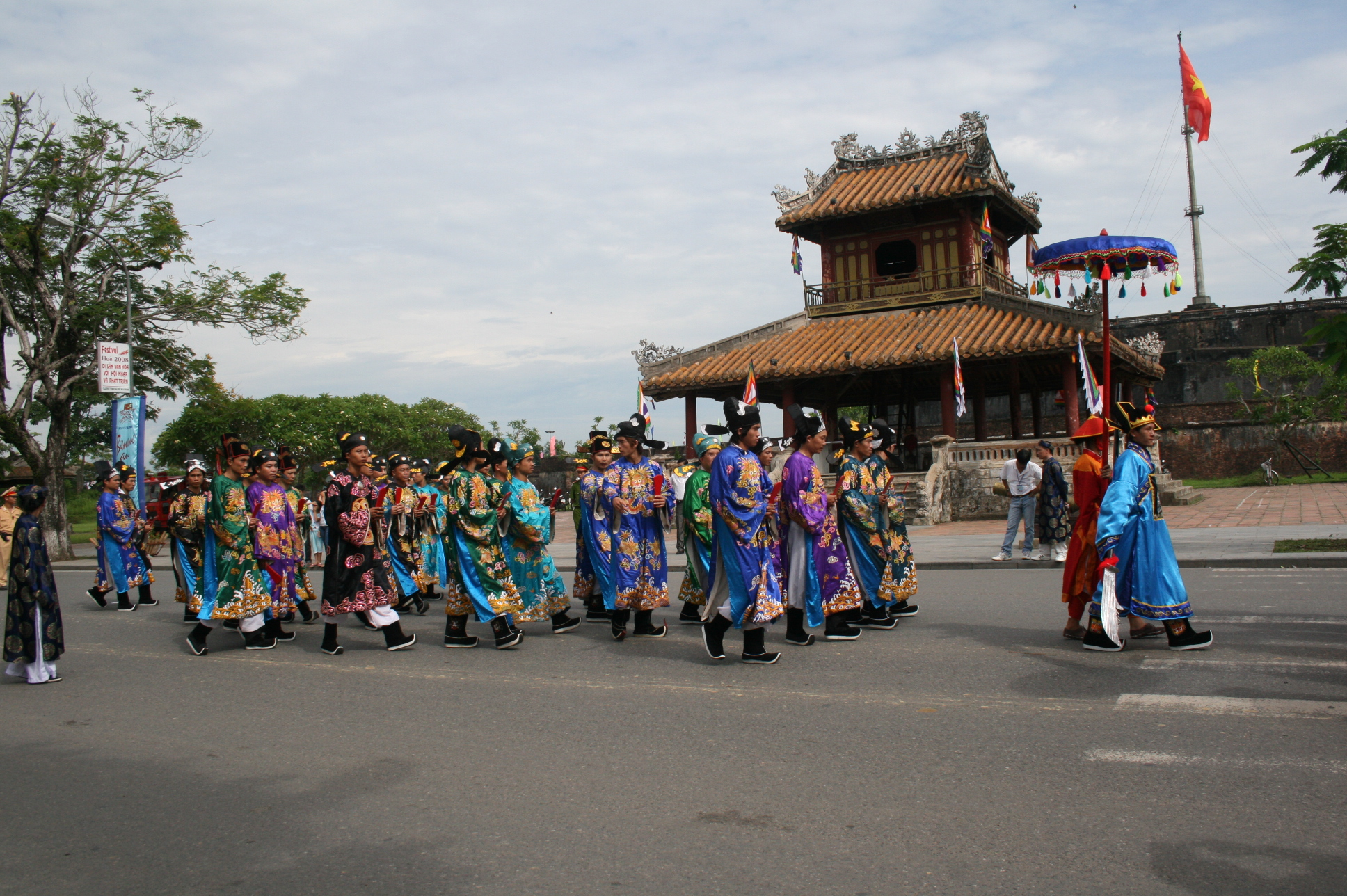
Đoàn giám khảo hội thi "tiến sĩ võ" trở về Đại nội, đang đi qua Phu Văn Lâu
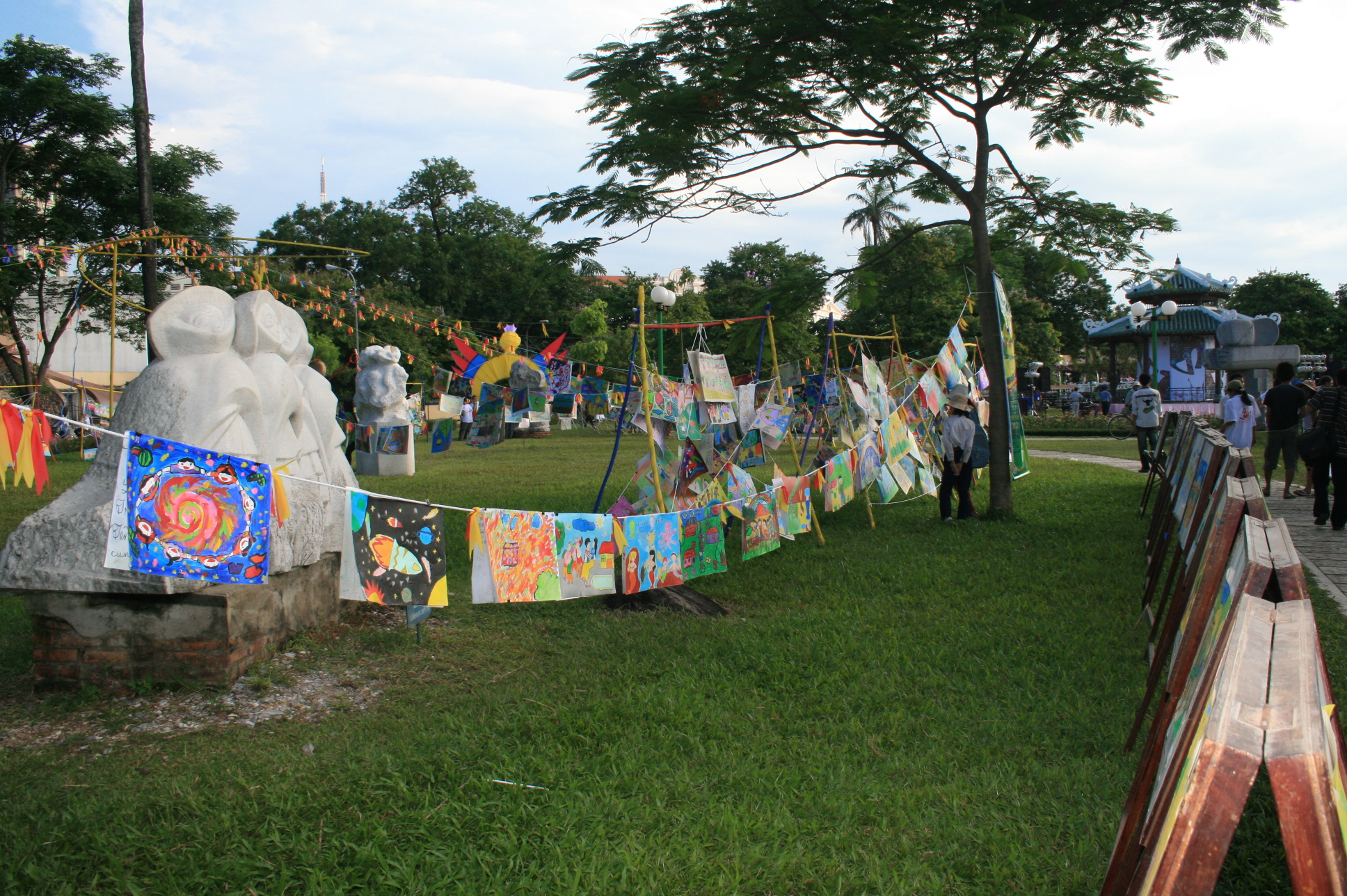
"Hành trình nối dài chuyện cổ tích 2008"
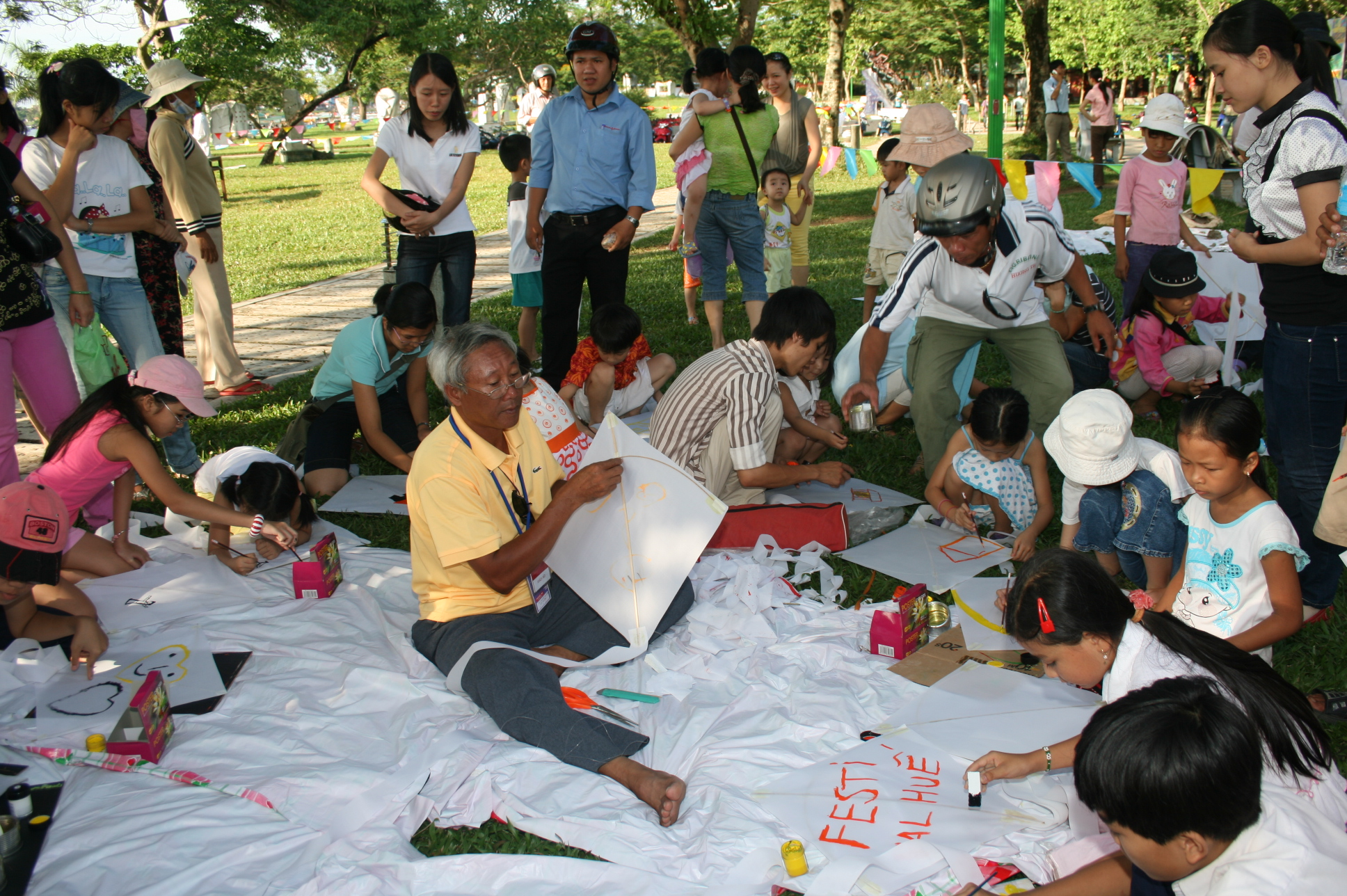
Nghệ nhân Câu lạc bộ Diều Huế hướng dẫn du khách làm diều tại Công viên 3-2
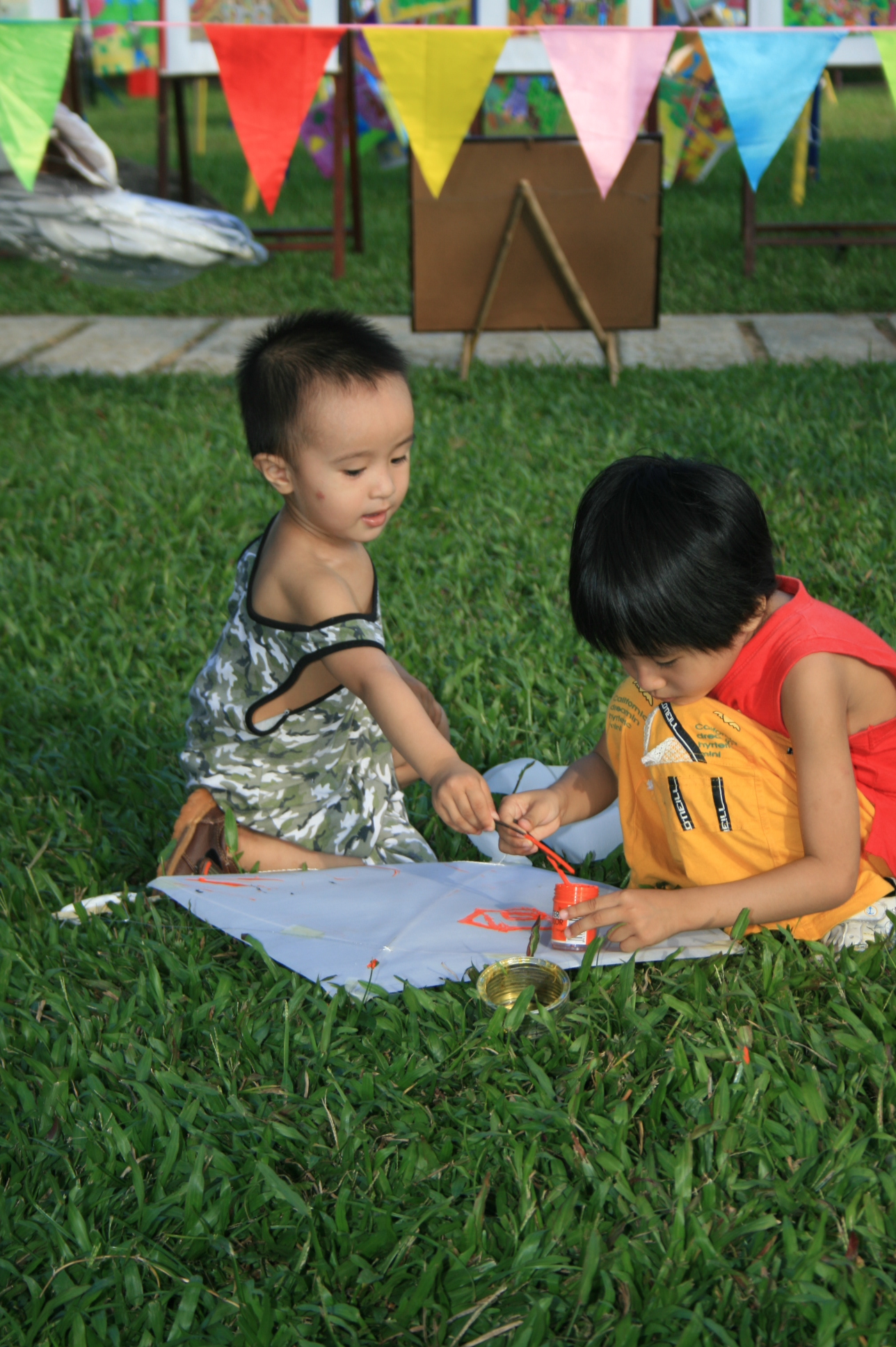
Vẽ diều